# White Light/White Heat
White Light/White Heat este al doilea album de studio al trupei americane de muzică rock The Velvet Underground. A fost ultimul album al formației cu violonistul, și membrul fondator, John Cale. 

## Tracklist
1. "White Light/White Heat" (2:47)
2. "The Gift" (Reed, Morrison, Cale, Tucker) (8:18)
3. "Lady Godiva's Operation" (4:56)
4. "Here She Comes Now" (Reed, Morrison, Cale) (2:04)
5. "I Heard Her Call My Name" (4:38)
6. "Sister Ray" (Reed, Morrison, Cale, Tucker) (17:27)

- Toate cântecele au fost scrise de Lou Reed cu excepția celor notate.

## Single-uri
- "White Light/White Heat" (1968)
- "I Heard Her Call My Name" (1968)

## Componență
- John Cale - voce, violă electrică, orgă, chitară bas, efecte sonore medicale pe "Lady Godiva's Operation"
- Sterling Morrison - voce, chitară, chitară bas, efecte sonore medicale pe "Lady Godiva's Operation"
- Lou Reed - voce, chitară, pian
- Maureen Tucker - percuție, baterie